# Agatirsos
Los Agatirsos fueron un pueblo que habitó en Europa Oriental durante la Antigüedad. Son conocidos principalmente por los relatos del historiador griego Heródoto que los describió como un pueblo que en su época (siglo V a. C. habitaba en la llanura del Maris (río Mures), en la actual región de Transilvania. Ciertos hallazgos arqueológicos de esta región, datados en el siglo V AC, suelen ser asociados al colectivo de los agatirsos. En siglos posteriores los agatirsos seguirían siendo mencionados por otros geógrafos e historiadores griegos y romanos, pero ocupando territorios más alejados, habiendo sido desplazados por otras etnias hacia el norte y hacia el este. Fueron posiblemente asimilados ya durante la Antigüedad por los alanos u otras naciones de las estepas hasta desaparecer como grupo diferenciado, aunque se ha especulado con que los acatciros, una etnia de las estepas mencionado en las fuentes bizantinas pudieran ser los propios agatirsos.
Se ha especulado sobre su filiación étnica, siendo considerados un pueblo escita, tracio o de origen mixto tracio-escita.

## Evidencias arqueológicas
Los agatirsos suelen ser relacionados con un tipo característico de inhumación llamada Ciumbrud, así denominado por el nombre de la localidad rumana donde fue encontrado este tipo de enterramiento. El tipo de inhumación de Ciumbrud sugiere la existencia en la cuenca del alto Mures de la Meseta de Transilvania de una cultura diferenciada de la de las regiones vecinas, ya que en estas se practicaba la incineración como rito funerario en vez de la inhumación. Estos yacimientos han sido datados entre los años 550-450 AC, lo que se ajusta aproximadamente a la época en la que Heródoto menciona a los agatirsos, lo que ha contribuido a esta identificación
Las tumbas de Ciumbrud contienen metalurgia de tipo escita, con joyas y armas como acinaces). Los arqueólogos utilizan el término tracio-agatirso para designar esta cultura, por los elementos culturales tracios de las tumbas. Después de ese periodo las tumbas no parecen diferenciarse de las tracias.

## En las fuentes griegas clásicas

Reconstrucción del mapa de la ecúmene de Heródoto, hacia 450 a. C., en el que aparecen los Agatirsos

Durante la época de la Grecia Clásica los agatirsos ("Αγάθυρσοι") eran un pueblo que habitaba al norte de getas y tracios en la región de la actual Transilvania. Se trataba en un pueblo conocido por los griegos y que estos consideraban emparentado con los escitas. Son mencionados por varias fuentes griegas, siendo especialmente reseñable su mención por parte del gran historiador Heródoto
Los agatirsos aparecen mencionados en el libro 4 de las Historias de Heródoto.
En este libro Heródoto proporcionó una descripción del gran imperio nómada de los escitas del siglo VI a. C. y dentro del mismo de los escitas agatirsos, y relató prolijamente la expedición (516 a. C. - 513 a. C.) de Darío I de Persia (522-486 a. C.) contra los escitas del norte del mar Negro (Véase Herodóto 4.10, 4.48, 4.78, 4.100, 4.102, 4.104, 4.119, 4.125).
Heródoto mencionó siempre a los agatirsos, junto con otra "tribu", la de los gelonos. Los agatirsos y gelonos rehusaron luchar contra los persas si no mediaba una provocación directa por parte de estos, subrayando su asociación voluntaria a la Confederación Escita y su autonomía dentro de la misma. Heródoto menciona el nombre de un rey de los agatirsos, Espargapites. Según Heródoto, los griegos consideraban a agatirsos, gelonos y escitas como hermanos.
Heródoto describe a los agatirsos como amantes del lujo, que llevaban muchos adornos de oro (la zona de Mures es todavía aurífera en la actualidad). Este hecho se ha esgrimido como una de las posibles razones para explicar la campaña de Darío contra Escitia. También menciona su poligamia, indicando que poseían muchas mujeres (Herod. 4. 104). Heródoto también dejó registrado un mito de los griegos del Ponto que decía que los agatirsos recibían su nombre de un legendario ancestro, fundador de la estirpe, Agatirso, un hijo de Heracles y de la monstruosa Equidna (Herod. 4. 8-11).
Los agatirsos tatuaban sus cuerpos y tenían el cabello coloreado azul oscuro. Como los druidas galos, recitaban sus leyes en voz alta para que no fueran olvidadas; práctica que aún existía en tiempos de Aristóteles.
Tenían mujeres en común para tener lazos de parentesco y verse libres de la envidia y el odio mutuos. En lo demás sus costumbres eran tracias (Heród.iv. 104).

## En las fuentes de la época romana
En las fuentes romanas los agatirsos ya no aparecen asociados a la región de Transilvania, siendo su nombre desconocido para los romanos en su hogar original. La aparición de vestigios arqueológicos asociados a la Cultura de La Tène en la región de Mures, sugieren que los agatirsos pudieron ser desplazados por pueblos celtas durante las migraciones de estos hacia el este en el siglo IV o III a. C.
Mucho más tarde, en el siglo I reaparecen los agatirsos, llamados agatyhrsi en los escritos latinos. El geógrafo romano Pomponio Mela (2,i) y el historiador Plinio el Viejo, incluyen a los agatirsos en la lista de las tribus esteparias. Plinio alude al "cabello azul" de los agatirsos en el libro IV de su Historia naturalis. El poeta épico Valerio Flaco (aprox.45-90), en su Argonáuticas, los llama "tirsagetas", quizás en referencia a la celebración de ritos orgiásticos en honor de alguna divinidad semejante al tracio Dioniso.
En épocas posteriores parece que los agatirsos fueron empujados hacia al norte. En el siglo II el geógrafo greco-egipcio Claudio Ptolomeo ennumera a los agatirsos entre las tribus de la 'Sarmacia europea', entre el Vístula y el mar Negro.
Hacia el 380, Amiano Marcelino en Res Gestae Cap. 22, 8 escribe que más allá del Palus Maeotis (mar de Azov) viven los gelonos con los agatirsos, entre quienes hay abundancia de piedras adamantinas (diamantes o con aspecto de diamantes). Más adelante, escribe que encima de la frontera de los gelonos están los agatirsos, que tatúan sus cuerpos y se tiñen el cabello de azul. Amiano también describe al imperio alano que apareció a fines del siglo II y que en sus repetidas victorias incorporaron bajo su propio nombre a los gelonos, agatirsos, melanclenos, andrófagos, amazonas, y neuros.
Servio en un escolio a la Eneida de Virgilio (4.v.146) relata que probablemente cerca del 300 a. C.,los agatirsos enviaron a través del mar un contingente a Escocia, donde se les identificó con los pictos, que eran unos formidables guerreros. En el siglo XVI el cronista inglés Raphael Holinshed recogió esta tesis sobre el origen agatirso de los pictos basándose sobre todo en el rasgo cultural de pintar sus cuerpos de azul, lo cual también es mencionado por Hervás.

## Hipotética relación con los acatciros
En el siglo XIX, como lo recoge la Enciclopedia Británica (ed. 1911) se aceptaba la conjetura de Latham, V. St. Martin, Rambaud y Newman quienes sugerían la identificación de los agatirsos con los ulteriores agatciros o acatciros mencionados por Prisco en el Vol. XI, 823, de la Historia Bizantina, donde los describe llevando una vida nómada en el curso bajo del Volga, y refiriéndose a ellos como súbditos de los hunos en época anterior a Atila. Jordanes, que cita al mismo Prisco de Getica, ubica a los agatciros al sur de los aesti (bálticos) — aproximadamente en la misma región que los agatirsos de Transilvania — y los describe como "una tribu muy valiente que desconocía la agricultura, que subsistía de sus rebaños y de la caza."
La misma enciclopedia también considera a los mencionados acatciros como los precursores de los jázaros del Medioevo.
Esta teoría no es mencionada por los modenos eruditos y, según E.A. Thompson, debe ser rechazada de plano.